# Antonio José Benavides
Antonio José Benavides Torres (13 de junio de 1961) es un mayor general venezolano y ex comandante de la Guardia Nacional Bolivariana. Benavides ha sido sancionado por varios países por su papel en la administración de Nicolás Maduro y en la represión en las protestas en Venezuela de 2014 y de 2017.

## Formación y carrera militar
Benavides tomó un curso de un años de los Estados Unidos Instituto de Hemisferio Occidental para Cooperación de Seguridad en Georgia, Estados Unidos, en 2000. Benavides también sirvió como jefe de gobierno del Distrito Capital. Para 2015, Benavides era jefe de la Región Estratégica de Defensa Integral Central (REDI-Central) de las Fuerzas Armadas de Venezuela.

## Sanciones internacionales
Benavides Ha sido sancionado por varios países. 

### Estados Unidos
Estados Unidos sancionó a Benavides por su rol en las protestas en Venezuela de 2014. El presidente Barack Obama emitió un orden presidencial en 2015 sancionó y ordenó el Departamento de Estados Unidos del Treasury congelar los muebles y activos de siete funcionarios venezolanos. Estados Unidos responsabilizó a siete individuos, incluyendo a Benavides, de la represión durante las protestas en 2014 que dejaron al menos 43 muertos, incluyendo la "erosión de las garantías de derechos humanos, persecución de opositores políticos, restricciones a la libertad de prensa, violencia y abusos a los derechos humanos para responder a protestas antigubernamentales, arrestos arbitrarios y detención de manifestantes antigubernamentales, y corrupción pública significativa".

### Canadá
En septiembre de 2017 Canadá sancionó 40 funcionarios venezolanos, incluyendo a Benavides. Las sanciones estaban destinadas contra acciones que socavaron la democracia después de que al menos 157 fueran asesinadas durante las protestas en Venezuela de 2017 y "como respuesta al gobierno al descenso de Venezuela a una dictadura". A los canadienses se les prohibió realizar transacciones con 40 individuos, cuyos activos en Canadá fueron congelados.

### Unión Europea
El 18 de enero de 2018 la Unión Europea sancionó a siete funcionarios de Venezuela, responsabilizándolos del deterioro de la democracia en el país. A los funcionarioss sancionados se les prohibió entrar a los Estados miembros de la UE y se les congelaron sus activos.

### Panamá
En marzo de 2018, Panamá sancionó a 55 funcionarios públicos, incluyendo a Benavides. Suiza también implementó sanciones, congelando los activos de siete ministros y altos funcionarios, incluyendo a Benavides, debido a las violaciones de derechos humanos y el deterioro de tanto la democracia como el Estado de derecho en el país.

### México
El 20 de abril de 2018 el Senado mexicano congeló los funcionarios de la administración de Maduro, incluyendo a Benavides, y les prohibió la entrada a México.

## Diputado
Fue electo diputado de la V Asamblea Nacional en diciembre de 2020 para el periodo de enero 2021-2026 representando al Distrito Capital